# Третя людина
«Третя людина» (англ. The Third Man) — британська кримінальна кінодрама в жанрі нуар, нагороджена головним призом Каннського фестивалю 1949 року. Широко відома завдяки акторській роботі Орсона Веллса і музиці Антона Караса. У 1996 р. Британський інститут кінематографії визнав «Третю людину» найкращим британським фільмом в історії. На 1 березня 2024 року фільм займав 203-тю позицію у списку 250 кращих фільмів за версією IMDb.

## Сюжет
Дія фільму відбувається у другій половині 1940-х років в напівзруйнованому післявоєнному Відні. Місто поділено на чотири зони окупації: американську, англійську, радянську та французьку сектори, а центр міста, так звана, «Міжнародна зона», управляється усіма чотирма союзниками спільно. У місті, внаслідок нестачі практично будь-якого товару, процвітає чорний ринок, і орудують банди.
На запрошення одного зі своїх друзів дитинства Гарі Лайма (Орсон Веллс), до Відня приїжджає автор бульварних романів, американський письменник Голі Мартінз (Джозеф Коттен). Добравшись за адресою, він дізнається від двірника (Пауль Гербігер), що Гарі зовсім недавно загинув внаслідок нещасного випадку, що стався прямо під вікнами його будинку: його збила машина. Мартінз встиг тільки на похорон друга. На похоронах з Мартінзом заводить розмову англійський поліцейський майор Келовей (Тревор Говард) і, переконавшись у повній непричетності Мартінза, розповідає йому, що Гарі Лайм був одним з головних віденських гангстерів. Мартінз, який знав Лайма 20 років, рішуче відкидає таку можливість.
Згодом друзі Лайма розповідають Мартінзові подробиці смерті його друга, що насторожують Мартінза в першу чергу тому, що на місці події зовсім не було випадкових людей — навіть водій машини був власним водієм Лайма. Крім того, за запевненнями друзів, вони вдвох кинулися на допомогу, а двірник повідомив Мартінзові, що бачив трьох. Не зважаючи на те, Що майор Келовей надав Мартінзу квиток на зворотний літак, він, упевнений в тому, що його друга вбили, починає своє власне розслідування, важливою частиною якого стають пошуки третьої людини.

## У ролях
- Джозеф Коттен — Голі Мартінз
- Аліда Валлі — Анна Шмідт
- Тревор Говард — майор Келовей
- Бернард Лі — сержант Пейн
- Ернст Дойч — барон Курц
- Зигфрід Броєр — Попеску
- Еріх Понто — доктор Вінкель
- Орсон Веллс — Гаррі Лайм
- Пауль Гербігер — Карл, портьє Гаррі

## Навколо фільму
Сценарій фільму написав Грем Грін. У його основі лежить відомий сюжетний хід — інсценування героєм своєї загибелі. Згодом Грін написав однойменний роман, що вийшов в 1950 році. Фільмування у Відні відбувалися з 22 жовтня по 11 грудня 1948 року. Для апартаментів головного героя був обраний княжий палац Паллавічіні. У кіносвіті довгий час існувала думка, що першу скрипку на зйомках грав не режисер, а Орсон Веллс, і саме йому належать найцікавіші режисерські рішення (зокрема, фінальна віньєтка на тему верховенства обов'язків над почуттями). Сам Веллс завжди відхрещувався від цих чуток.
Попри британське походження, «Третя людина» належить до числа класичних фільмів-нуар і навіть визнаний Американським інститутом кіномистецтва «одним з найкращих американських детективів» в історії. Головний герой опиняється в ролі приватного детектива і в ході проведеного розслідування не тільки переконується в відносності загальноприйнятих думок і моральних орієнтирів, але й опиняється в ситуації, коли він змушений вибирати між почуттями та обов'язком.
Розв'язка, як це часто буває в стрічках такого жанру, відбулась в індустріальному лабіринті — каналізаційній системі. Орсон Веллс відмовився визирати на вулицю з каналізаційного тунелю. У знаменитій сцені, де (нібито) герой Веллса хапається руками за ґрати каналізації, Знявся сам режисер, Керол Рід.
Веллс мав вибір — отримати фіксовану оплату за фільмування або відсоток від прибутку. Він вибрав фіксовану оплату і значно програв. Фільм був нагороджений на одному з перших фестивалів у Каннах і отримав премію «Оскар» за найкращу операторську роботу в чорно-білому кіно. Він стабільно з'являється в рейтингах найкращих фільмів в історії, в тому числі за версією IMDb. В американському прокаті з фільму були вирізані 11 хвилин, у тому числі вступ, в якому оповідач (Керол Рід) пояснював глядачам, що таке життя в окупованому місті і як заробляти на чорному ринку. Цей фрагмент був відновлений при виданні DVD в серії Criterion Collection.

## Музика
Антон Карас, автор і виконавець головної музичної теми, зіграв її на цитрі. Причому озвучував він, дивлячись на екран, як це робилося при музичному супроводі в німому кіно. Інструментальна версія цієї теми провела 8 тижнів на першій сходинці американського чарту продажів.

## Цікаві факти
- В оригінальному сценарії Гріна розповідь ведеться від імені британського поліціянта (майор Келловей); фільм викладає ті ж події від імені Голлі Мартенса.
- Прототип Гаррі Лайма у повісті Гріна — Кім Філбі, в ті роки все ще добропорядний агент її Величності та керівник Ґрема Ґріна. Ім'я ж самого Гаррі Лайма — калька з імені Ґрем Ґрін.
- Під час знімання фільму власник кафе «Моцарт» (нім. Café Mozart), у якому повинна була відбуватися зустріч Мартенса з бароном Курцем, відмовився стати кулісою, побоюючись збитків, тому сцену зустрічі знімали на прилеглій площі Альбертіни (нім. Albertinaplatz), просто розставивши там столи. На сайті кафе «Моцарт» зазначено, що саме тут був написаний роман і «ймовірно» (нім. Wahrscheinlich) знімалася сцена фільму.[2]
- Актори, що носять у фільмі військову форму, насправді носили строкато розфарбовані костюми, щоб якомога більше відрізнятися від справжніх військових. Різниця розмивалася через знімання на чорно-білу плівку.
- У традиційному віденському кінотеатрі «Burg Kino», що на Рінгштрассе (точніше, на її ділянці за адресою — Опернрінг, 19), фільм «Третя людина» досі показують три рази на тиждень: щовівторка, щоп'ятниці й щонеділі.[3]
- У Відні існує декілька агентств, що пропонують туристам екскурсії «Місцями „Третьої людини“».